# Южная Африка на летних Олимпийских играх 1908
ЮАР принимала участие в Летних Олимпийских играх 1908 года в Лондоне (Великобритания) во второй раз за свою историю, и завоевала одну золотую и одну серебряную медали. Это первые олимпийские медали, завоёванные сборной ЮАР.

## Медалисты
| Медаль  | Спортсмен         | Вид спорта      | Дисциплина       |
| ------- | ----------------- | --------------- | ---------------- |
| Золото  | Реджинальд Уолкер | Лёгкая атлетика | Мужчины, 100 м   |
| Серебро | Чарльз Хеферон    | Лёгкая атлетика | Мужчины, марафон |